# Grupo Salta
El Grupo Salta representa el relleno de una cuenca de rift continental, desarrollada durante el Cretácico-Paleógeno, relacionada con la apertura del Océano Atlántico. Está compuesta por el Subgrupo Pirgua, depositado durante el estadio de sin-rift, y por los subgrupos Balbuena y Santa Bárbara depositados durante la etapa de post-rift. Comprende un sistema de fallas directas, que en muchos casos se encuentran parcialmente invertidas por la compresión andina. 
En Argentina se desarrolla principalmente sobre las provincias de Salta y Jujuy, en menor medida lo hace en Formosa y Tucumán, ingresando muy marginalmente en Santiago del Estero. Forma parte de la “Cuenca Cretácica Andina”, desarrollada paralelo a la margen del Pacífico de América del Sur, que se extiende desde Perú y se desarrolla principalmente en Bolivia por casi 2.000 km.

## Litología
El Subgrupo Pirgua está típicamente compuesto por conglomerados y areniscas masivas rojizas con intercalaciones de basaltos , correspondientes a un ambiente continental fluvial a eólico .
El Subgrupo Balbuena incluye la Formación Lecho, compuesta por areniscas blanquecinas,la Formación Yacoraite, por calizas amarillentas a grises , relacionada con la única ingresión marina sea posible en la cuenca (al final del Cretácico) . y la formación Olmedo compuestas por arcillas/sal depositadas en un ambiente lacustre. 
El Subgrupo Santa Bárbara implica las formaciones Mealla, Maíz Gordo y Lumbrera, compuestas por margas y arcillitas rojizas con intercalaciones pelíticas amarillo – verdosas, asociadas a ambientes continentales, tanto fluvial como lacustre .